# 류정수 (1968년)
류정수(柳政洙, 1968년 8월 29일, 전라남도 고흥군 ~ )은 대한민국의 제5·6대 광주광역시 서구의원이었다.

## 학력
- 운대국민학교 졸업
- 고흥중학교 졸업
- 살레시오고등학교 졸업
- 조선대학교 법학과 졸업

## 경력
- 화정초등학교 운영위원장
- 민주노동당 광주시당 부위원장
- 민주노동당 광주시당 서민주거안정대책본부 민생상담실 실장
- 함께할 새누리 지역아동센터 운영위원
- 변호사 장경진 법률사무소 사무장
- 2009.04 ~ 2010.06 제5대 광주광역시 서구의회 의원
- 2009.04 ~ 2010.06 제5대 광주광역시 서구의회 후반기 기획총무위원회 위원
- 2009.04 ~ 2010.06 제5대 광주광역시 서구의회 후반기 의회운영위원회 부위원장
- 2009.04 ~ 2010.06 제5대 광주광역시 서구의회 후반기 예산결산특별위원회 위원
- 2010.07 ~ 2014.06 제6대 광주광역시 서구의회 의원
- 2010.07 ~ 2012.07 제6대 광주광역시 서구의회 전반기 기획총무위원회 위원장
- 2010.07 ~ 2012.07 제6대 광주광역시 서구의회 전반기 예산결산특별위원회 위원
- 2012.07 ~ 2014.06 제6대 광주광역시 서구의회 후반기 사회도시위원회 위원
- 2012.07 ~ 2014.06 제6대 광주광역시 서구의회 후반기 의회운영위원회 위원
- 2012.07 ~ 2014.06 제6대 광주광역시 서구의회 후반기 예산결산특별위원회 위원

## 역대 선거 결과
|  | 54.11% |

|  | 22.02% |

|  | 21.13% |